# Lineopalpa chlora
Lineopalpa chlora är en fjärilsart som beskrevs av Louis Beethoven Prout 1922. Lineopalpa chlora ingår i släktet Lineopalpa och familjen nattflyn. Inga underarter finns listade i Catalogue of Life.